# Makilingia colorata
Makilingia colorata är en insektsart som beskrevs av Baker 1914. Makilingia colorata ingår i släktet Makilingia och familjen dvärgstritar. Inga underarter finns listade i Catalogue of Life.